# Cmentarz wojskowy przy ulicy św. Wojciecha w Szczecinie
Cmentarz wojskowy (niem. Militär Kirchhof) – dawny cmentarz wojskowy położony na terenie Szczecina. Zajmował teren pomiędzy obecnymi ulicami św. Wojciecha (Karkutsch Str.), pl. Zwycięstwa (Platz der Republik) i Stanisława Więckowskiego (Alte Falkenwalder Str.).

## Historia
Cmentarz powstał ok. 1750 jako pierwszy w mieście cmentarz wojskowy. Jego obszar zajmował ok. połowy obecnego placu gen. Władysława Andersa. Jedną z najznamienitszych osobistości pochowanych na tej nekropolii, był zmarły w 1877 w Berlinie pruski marszałek polny Friedrich von Wrangel. Ponadto spoczęło tu 104 francuskich jeńców wziętych do niewoli podczas wojny prusko-francuskiej.
Cmentarz zamknięto dla pochówków w 1900. Zmniejszono wówczas teren nekropolii pod budowę nowej drogi (Karkutsch str., późniejsza  ul. św. Wojciecha) oraz pod budowę kamienicy. W 1913 ekshumowano i przeniesiono na starszą część cmentarza ciała z 577 grobów, ponieważ teren ten przeznaczono pod budowę kościoła garnizonowego (późniejszy kościół Najświętszego Serca Pana Jezusa).
Po roku 1945 teren cmentarza wojskowego został splantowany i przekomponowany na skwer miejski, nie przeprowadzono ekshumacji. Jedyną pozostałością po dawnej roli tego terenu jest ustawiony na skwerze głaz, który pochodzi z nagrobka jeńców francuskich. W południowej części skweru na tyłach kościoła znajduje się niewielkie wzniesienie, w którym kryje się schron przeciwlotniczy zbudowany po 1939 .

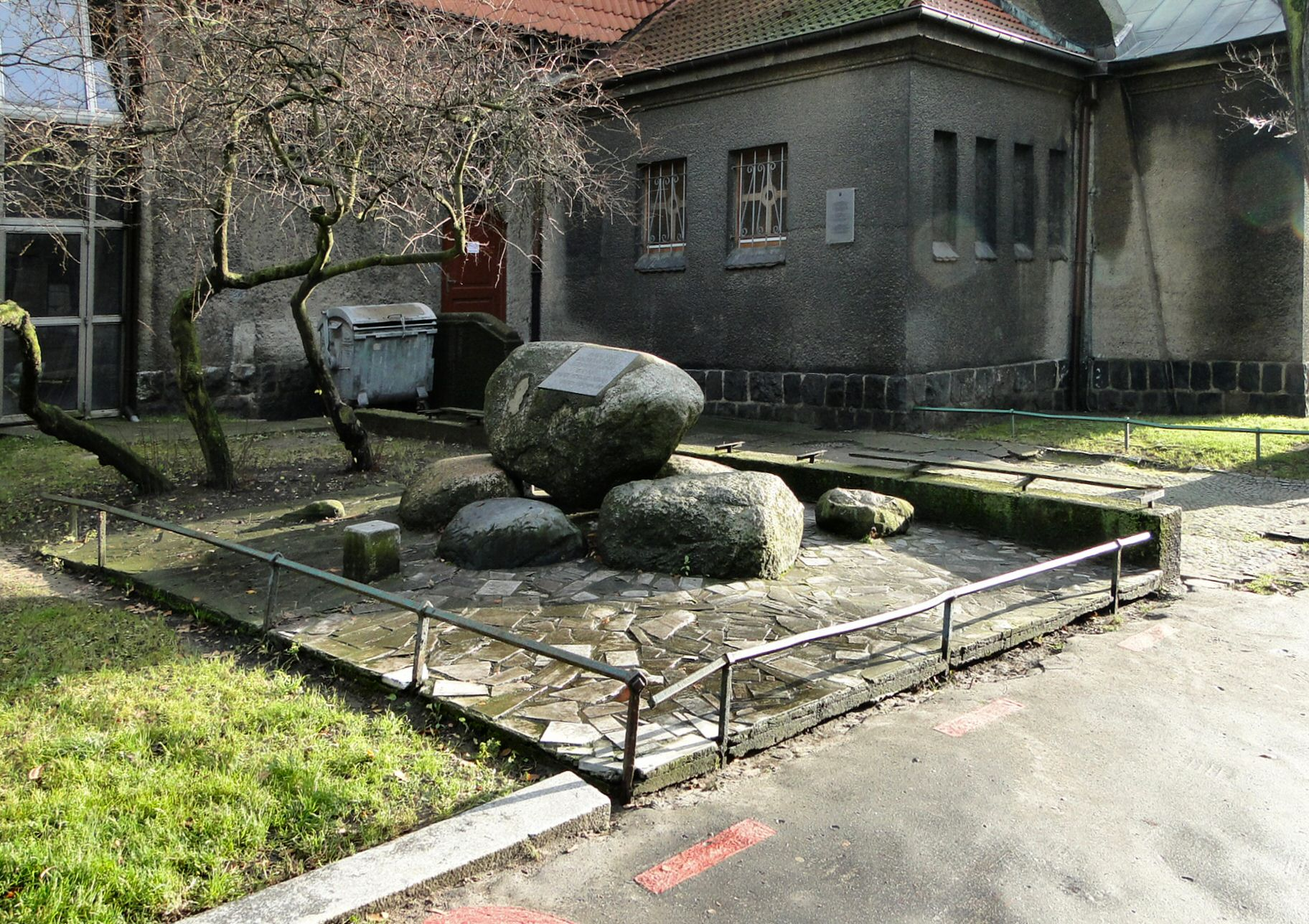
Pomnik jeńców francuskich